# Maamainen Satamakari och Ulkoinen Satamakari
Maamainen Satamakari och Ulkoinen Satamakari är en ö i Finland. Den ligger i Bottenhavet och i kommunen Nystad i den ekonomiska regionen  Nystadsregionen i landskapet Egentliga Finland, i den sydvästra delen av landet. Ön ligger omkring 72 kilometer nordväst om Åbo och omkring 220 kilometer väster om Helsingfors. Ön består av två tydligt avgränsade delöar, som förbinds genom ett smalt näs. Hela ön domineras av klippor.
Öns area är 5,6 hektar och dess största längd är 430 meter i nord-sydlig riktning.